# 一般相対性理論の検証
一般相対性理論の検証（いっぱんそうたいせいりろんのけんしょう）は、一般相対性理論の観測的証拠の確立に供する。1915年にアルベルト・アインシュタインが提唱した最初の3つの検証は、水星の近日点の「異常な」歳差運動、重力場における光の屈曲、及び重力赤方偏移に関するものであった。水星の歳差運動は既に知られており、一般相対性理論の予測に一致する光の屈曲を示す実験は1919年に行われ、その後の検証でより正確な測定が行われた。科学者らは1925年に重力赤方偏移を測定したと主張したが、理論を実際に裏付けるのに十分な感度の測定は1954年まで行われなかった。1959年に開始されたより正確なプログラムでは、弱い重力場の極限において一般相対性理論が検証され、理論からの逸脱の可能性が厳しく制限された。
1970年代、アーウィン・シャピロによる太陽近傍のレーダー信号伝播時間における相対論的な時間の遅延の測定から始まり、科学者たちは更なる検証を開始した。1974年以降、ハルス、テイラーらは、太陽系よりもはるかに強い重力場を受ける連星パルサーの振る舞いを研究した。弱い重力場（太陽系など）の極限と、連星パルサーの系に存在するより強い重力場の両方において、一般相対性理論の予測は非常によく検証されている。
2016年2月、Advanced LIGOチームは、ブラックホールの合体による重力波を直接検出したと発表した。この発見は、2016年6月と2017年6月に発表された追加の検出と合わせて、非常に強い場の極限における一般相対性理論を検証し、現在まで理論からの逸脱は観測されていない。

## 古典的な検証
アルベルト・アインシュタインは1916年、一般相対性理論の3つの検証を提案した。これらは後に一般相対性理論の「古典的検証」(classical tests)と呼ばれるようになった。
1. 水星の軌道の近日点歳差運動
2. 太陽による光の偏向
3. 光の重力赤方偏移

1919年11月28日付のタイムズ紙（ロンドン）宛ての手紙の中で、アインシュタインは相対性理論について解説し、自身の研究を理解し検証してくれたイギリスの同僚たちに感謝した。また、3つの古典的検証についても言及し、以下のように述べている。
"The chief attraction of the theory lies in its logical completeness. If a single one of the conclusions drawn from it proves wrong, it must be given up; to modify it without destroying the whole structure seems to be impossible."
「この理論の最大の魅力は、その論理的完全性にある。そこから導き出された結論のうち、たった一つでも誤りであることが判明すれば、理論は放棄されなければならない。全体の構造を破壊せずに理論を修正することは不可能に思える。」

### 水星の近日点歳差運動

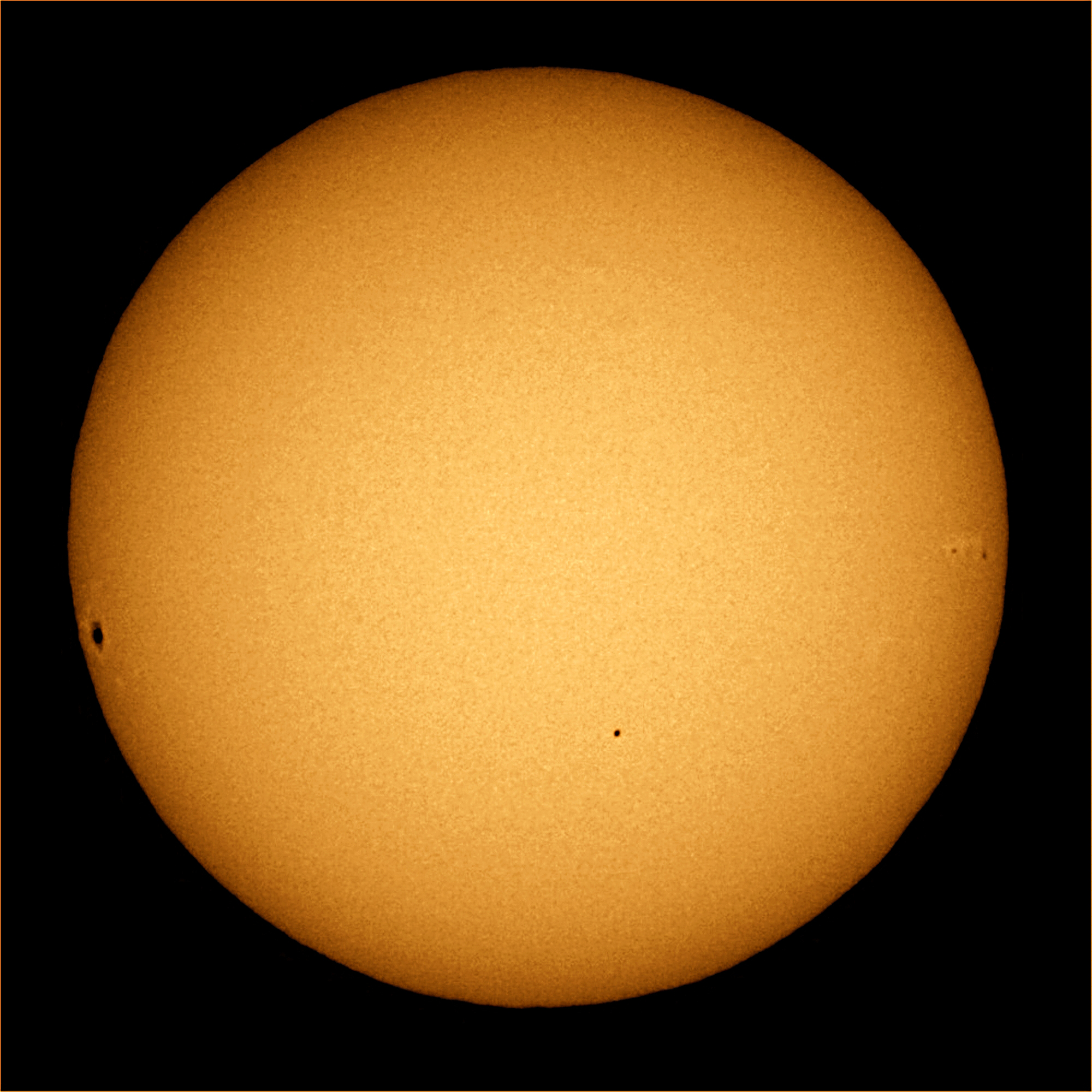
2006年11月8日の水星の太陽面通過と太陽黒点#921、922、923

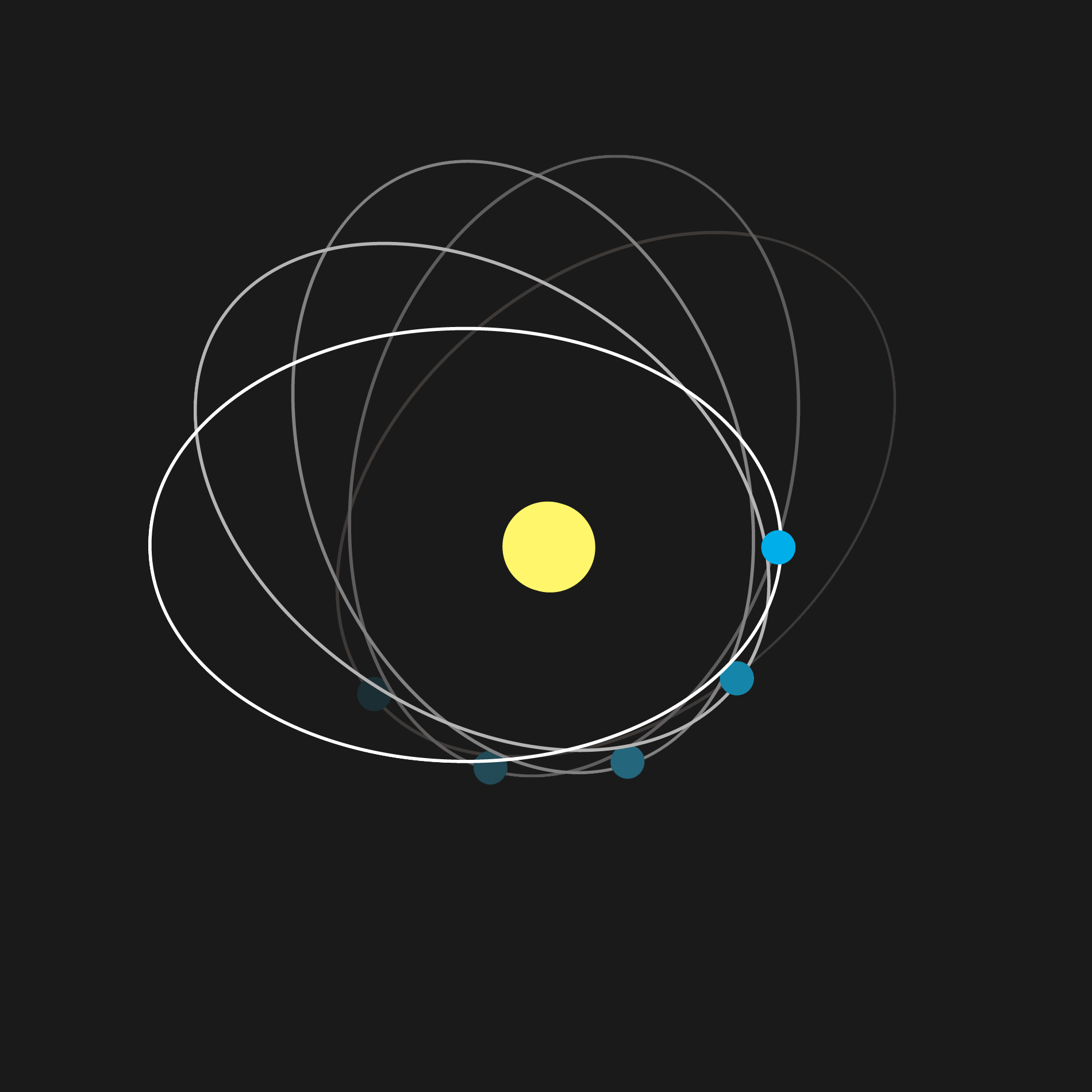
水星の近日点歳差運動

ニュートン物理学においては、球状の質量体を周回する物体からなる（孤立した）二体系において、物体は系の質量中心を焦点とする楕円を描く。近点（中心天体が太陽の場合は近日点）と呼ばれる最接近点は固定されている。したがって、楕円の長軸は空間的に固定されたままである。両方の物体はこの系の質量中心の周りを周回するため、それぞれ独自の楕円形を持つ。しかし、太陽系におけるいくつかの効果により、惑星の近日点は軌道面内で太陽の周りを歳差運動する。つまり、長軸が質量中心の周りを回転し、結果として、長軸の空間的な向きが変化する。この主な原因は、互いの軌道を摂動させる他の惑星の存在である。もう1つの（それほど大きくない）効果は、太陽の扁平率である。
水星は、これらのニュートン物理学の効果から予測される歳差運動から逸脱している。水星の軌道の近日点のこの異常な歳差運動速度は、1859年にユルバン・ルヴェリエによって天体力学の問題として初めて認識された。1697年から1848年まで行われた水星が太陽面を通過する際の観測データをルヴェリエが再解析した結果、実際の歳差運動の速度はニュートンの理論から予測される速度から1回帰世紀あたり38秒角（後の1882年にサイモン・ニューカムによって43秒角と再推定された）ずれていることが明らかになった。これに対して数々の「アドホック」な解決策（最終的には失敗に終わっている）が提案されたが、それらはより多くの問題を引き起こす傾向があった。ルヴェリエは、水星の振る舞いを説明するために、別の仮想惑星が存在する可能性を示唆した。これ以前に天王星の軌道の摂動に基づく海王星の探査が成功していたことから、天文学者たちはこのあり得る説明に一定の信頼を置くようになり、この仮説上の惑星はバルカンと名付けられた。最終的に、リック天文台の天文学者であるチャールズ・パーラインによる3回の日食観測遠征における包括的な写真観測の後、1908年にリック天文台の所長W・W・キャンベルは、「私の意見では、パーライン博士による1901年、1905年、そして1908年の3回の日食における研究は、有名な水星内惑星問題の観測的側面に決定的な終止符を打った」と述べた。その後、バルカンの存在を示す証拠は発見されず、1915年にアインシュタインが提唱した一般相対性理論により水星の異常歳差運動が説明された。アインシュタインはミシェル・ベッソにこう書いている。「近日点の運動が定量的に説明される…あなたは驚かれるでしょう」。
一般相対性理論では、この残存歳差運動、または軌道面内での軌道楕円の向きの変化は、時空の曲率を介した重力によって説明される。アインシュタインは、一般相対性理論が観測された近日点の移動量とよく一致することを示した。これは、一般相対性理論を採用するのを強く促す要因となった。
惑星軌道の測定は従来の望遠鏡を用いて行われていたが、現在ではレーダーを用いたより正確な測定が行われている。観測されている水星の歳差運動は、慣性軌道のICRFを基準として1世紀あたり(574.10 ± 0.65)秒角である。この歳差運動は、以下の原因によるものと考えられる。
| 量 (秒角/ユリウス世紀) | 原因                                                               |
| ---------------------- | ------------------------------------------------------------------ |
| 532.3035               | 他の太陽系天体の重力による引力                                     |
| 0.0286                 | 太陽の扁平率（四極子モーメント）                                   |
| 42.9799                | 重力電気効果（シュヴァルツシルトに類似）、一般相対性理論による効果 |
| −0.0020                | レンズ・チュリング歳差運動                                         |
| 575.31                 | 予測の合計値                                                       |
| 574.10 ± 0.65          | 観測値                                                             |

(42.980±0.001)″/cyによる補正は、パラメータ{\displaystyle \gamma =\beta =1}を用いたポスト・ニュートニアン理論の予測である。したがって、この効果は一般相対性理論によって完全に説明できる。より精密な測定に基づく最近の計算でも、状況は大きく変わっていない。
一般相対性理論では、近日点の移動量 σ は、1回転あたりのラジアンで表され、おおよそ次のように表される。
{\displaystyle \sigma ={\frac {24\pi ^{3}L^{2}}{T^{2}c^{2}\left(1-e^{2}\right)}}\ ,}
この式において L は軌道長半径、T は軌道周期、c は光速、e は軌道離心率である（一般相対性理論における二体問題参照）
他の惑星も近日点移動をするが、水星よりも太陽から遠く周期も長いため、その移動量は小さく水星で観測されてからずっと後になるまで正確に観測されなかった。例えば、一般相対性理論による地球軌道の近日点移動量は、理論上は1世紀あたり3.83868″、実験的には(3.8387±0.0004)″/cyである。金星は8.62473″/cyと(8.6247 ± 0.0005)″/cy、火星は(1.351±0.001)″/cyである。現在、両方の値が測定されており、理論とよく一致している。連星パルサー系の近点移動も測定されており、PSR B1913+16では年間4.2°となっている。これらの観測結果は一般相対性理論と整合している。超高密度の星を含まない連星系でも近点移動量を測定することは可能であるが、古典的な効果を正確にモデル化することはより困難である。例えば、星の軌道面に対する自転の向きが既知である必要があり、直接測定することは困難である。DIヘルクレスのようないくつかの系は、一般相対性理論の検証ケースとして測定されている。

### 太陽による光の偏向

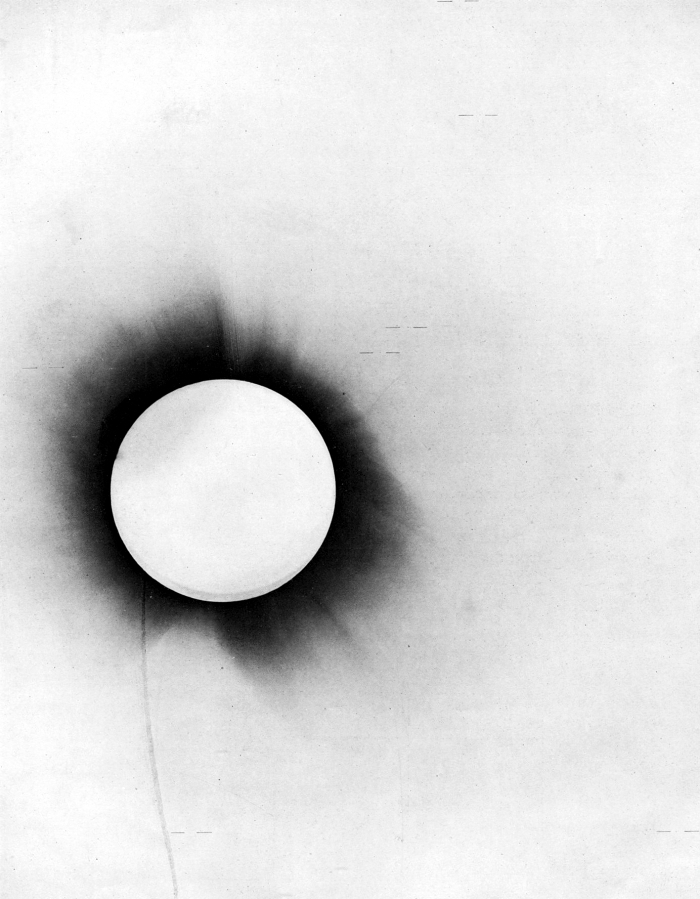
エディントンが1919年の日食実験で撮影した写真の1枚。1920年に発表された実験の成功を発表する論文に掲載されている。

ヘンリー・キャベンディッシュは1784年（未発表原稿）に、ヨハン・フォン・ゾルトナーは1801年（1804年発表）に、ニュートンの重力理論によると恒星の光は質量の大きい物体の周りで曲がることが予測されると指摘していた。ゾルトナーの理論と同じ値は、1911年にアインシュタインによって等価原理のみに基づいて計算された。しかし、アインシュタインは一般相対性理論を完成させる過程で、1911年の結果（そしてゾルトナーの1801年の結果）は正しい値の半分に過ぎないことを1915年に指摘した。アインシュタインは、太陽をかすめる光の場合、光の曲がり具合は1.75秒角になるという正しい値を初めて計算した。
光の偏向は、天球上で太陽の近くを通過する星の位置の変化を観察することによって初めて観測された。この観測は、アーサー・エディントンとその協力者たち（エディントン実験参照）によって、1919年5月29日の日食の際に行われた。この時、太陽に近い星（その時は牡牛座にあった）が観測可能であった。観測は、ブラジルのセアラー州ソブラルと、アフリカ西海岸のサントメ・プリンシペで同時に行われた。この結果は衝撃的なニュースとみなされ、ほとんどの主要新聞の一面を飾った。これにより、アインシュタインと一般相対性理論は世界的に有名になった。アインシュタインは、もし1919年にエディントンとダイソンによって一般相対性理論が確認されていなかったらどうしていたかと助手から尋ねられたとき、「そうだったら神様に同情するだろう。いずれにせよ理論は正しいのだ。」という有名なジョークを言った。
しかし、初期の実験の精度は低く、測定された星の位置が少ないことと、計測機器に関する疑義から、信頼できる結果を導き出せるかどうか疑問視されていた。結果には系統誤差と確証バイアスが含まれていると主張する者もいたが、近年のデータセットの再分析によりエディントンの分析が正確であったことが示唆されている。この測定は、1922年の日食の際に、W・W・キャンベル所長率いるリック天文台のチームによって、オーストラリアの遠隔地にあるワラルの観測所で観測された際に繰り返された。その数百の星の位置に基づく結果は、1919年の結果と一致し、その後も何度か繰り返されており、特に1953年にはヤーキス天文台の天文学者、1973年にはテキサス大学のチームによって再現された。これらの測定には、無線周波数での観測が開始されるまでの約50年間、かなりの不確実性が残っていた。近くの白色矮星シュタイン2051Bによる星の光の偏向も測定されている。

### 光の重力赤方偏移

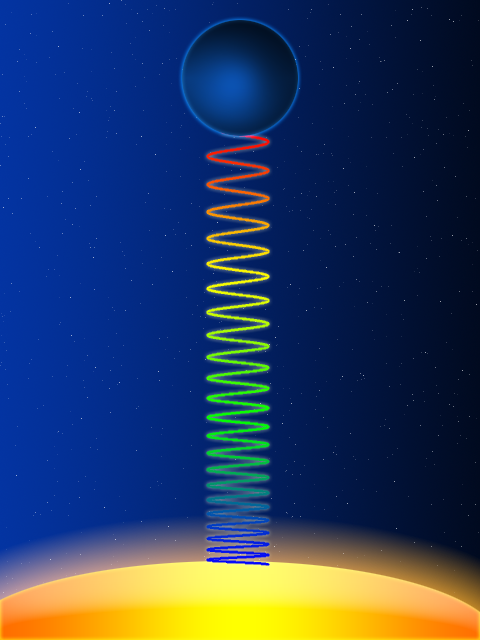
光波が重力場に逆らって上方に移動するときの重力赤方偏移（下の黄色い星による）

アインシュタインは、1907年に等価原理から光の重力赤方偏移を予測し、これは重力場が非常に強い白色矮星のスペクトル線で測定できる可能性があると予測した。シリウスBのスペクトルの重力赤方偏移を測定する最初の試みは、1925年にウォルター・シドニー・アダムズによって行われたが、その結果は（はるかに明るい）主星であるシリウスからの光による汚染のために使用できないと批判された。白色矮星の重力赤方偏移の最初の正確な測定は、1954年にポッパーによって行われ、エリダヌス座40番星Bの重力赤方偏移は21 km/sと測定された。
シリウスBの赤方偏移は1971年にグリーンスタインらによって測定され、重力赤方偏移として89±16 km/sという値が得られた。より正確な測定がハッブル宇宙望遠鏡により行われ80.4±4.8 km/sという値が示されている。

### 特殊相対性理論の検証
一般相対性理論はアインシュタインの特殊相対性理論を包含しているため、特殊相対性理論を検証することは一般相対性理論を部分的に検証することにもなる。等価原理の結果、回転せず自由落下する基準系においては、ローレンツ不変性は局所的に成立する。ローレンツ不変性特殊相対性理論（つまり、重力の影響を無視できる場合）に関連する実験は、特殊相対性理論の検証において説明される。

## 現代における検証
現代における一般相対性理論の検証は、主にディッケとシッフの推進により始まった。彼らは一般相対性理論の検証の枠組みを提示した。彼らは古典的な検証だけでなく、重力理論では原理的に起こり得るが一般相対性理論では起こらない効果を検証する帰無実験の重要性も強調した。その他の重要な理論的発展としては、一般相対性理論に代わる理論、特にブランス・ディッケ理論のようなスカラー・テンソル理論の登場、一般相対性理論からの逸脱を定量化できるパラメトライズド・ポスト・ニュートニアン形式、および等価原理の枠組みなどが挙げられる。
実験的には、宇宙開発、電子工学、凝縮系物理学の新たな発展により、パウンド・レブカ実験、レーザー干渉法、月の距離測定などのさらに精密な実験が可能になった。

### 重力のポスト・ニュートニアン検証
一般相対性理論の初期の検証は、有力な競合する理論がなく、どのような検証が競合する理論との違いを生むのかが明確ではなかったため、うまくいかなかった。一般相対性理論は、特殊相対性理論および観測結果と整合する唯一の相対論的重力理論であった。しかし、1960年にブランス・ディッケ理論が導入されたことで状況が変化した。この理論は、実験的観測とも一致する代替の理論を提供した:3。最終的に、これはノルドベッドとウィルによるパラメトライズド・ポスト・ニュートニアン形式の発展につながった。この形式は、ニュートンの万有引力の法則からのあらゆる可能な逸脱を、10個の調整可能なパラメータを用いて、運動物体の速度の一次（つまり、{\displaystyle v/c}の一次、ここでvは物体の速度、cは光速）までパラメータ化する。この近似により、弱い重力場において低速で移動する物体の一般相対性理論からの考えうる逸脱を体系的に分析することが可能になる。ポストニュートニアンパラメータの制約には多大な努力が払われており、現在では一般相対性理論からの逸脱は大幅に制限されている。
重力レンズ効果と光の時間遅延を検証する実験は、同じポストニュートニアンパラメータ、いわゆるエディントンパラメータγを制限する。これは、重力源による光の偏向量を直接パラメータ化したものである。これは一般相対論では1に等しく、他の理論（ブランス＝ディッケ理論など）では異なる値を取る。これは10個のポストニュートニアン力学パラメータの中で最もよく制約されているが、他のパラメータを制約するために設計された実験も存在する。水星の近日点移動量の精密観測は、他のパラメータを制限する。これは、強い等価原理の検証も同様である。
ベピ・コロンボによる水星探査ミッションの目標の1つは、パラメトライズド・ポスト・ニュートニアン形式のパラメータであるガンマとベータを高精度で測定することによって一般相対性理論を検証することである。この実験は、水星探査機電波科学実験（Mercury Orbiter Radio science Experiment, MORE）の一部である。宇宙船は2018年10月に打ち上げられ、2025年12月に水星の周回軌道に入る予定である。

### 重力レンズ
最も重要な検証の一つは重力レンズである。これは、遠方の天体源で観測されているが、十分に制御されておらず、一般相対性理論にどのような制約を与えるかは不明である。最も精密な検証は、エディントンの1919年の実験に似たものであり、遠方の天体源からの放射線が太陽によってどのように偏向されるかを測定するものである。最も精密に分析できる天体源は遠方の電波源である。特に、一部のクエーサーは非常に強い電波源である。望遠鏡の方向分解能は原理的に回折により制限される。電波望遠鏡の場合、これは実用的な限界でもある。地球にまたがって設置される電波望遠鏡を組み合わせることで、高い位置精度（ミリ秒角からマイクロ秒角まで）を実現するための重要な改善が達成されている。この技術は超長基線電波干渉法（VLBI）と呼ばれている。この技術では、電波観測により遠く離れた望遠鏡で観測された電波信号の位相情報が結合される。近年、これらの望遠鏡は太陽による電波の偏向を極めて高精度で測定し、一般相対性理論で予測される偏向量を0.03%レベルで確認した。この精度レベルでは、地球上の望遠鏡の正確な位置を決定するために、系統的な影響を慎重に考慮する必要がある。重要な影響としては、地球の章動、自転、大気の屈折、地殻変動、潮汐などが挙げられる。もう一つの重要な影響は、太陽コロナによる電波の屈折である。幸いなことに、この影響は特徴的なスペクトルを持っているが、重力による歪みは波長に依存しない。したがって、複数の周波数で測定を行い、慎重に分析することで、この誤差要因を除外することができる。
太陽による光の重力偏向（太陽と反対方向は除く）のため、全天はわずかに歪んでいる。この効果は欧州宇宙機関の位置天文衛星ヒッパルコスによって観測されている。この衛星は約105個の星の位置を測定した。ミッション全体を通じて約3.5×106個の相対位置が決定され、それぞれの精度は通常3ミリ秒角（8～9等級の星の精度）である。地球と太陽の方向に垂直な重力偏向は4.07ミリ秒角であるため、実用的にすべての星で補正が必要である。系統的効果がなければ、個々の観測における3ミリ秒角の誤差は位置の数の平方根だけ減少し、0.0016ミリ秒角の精度になる可能性がある。ただし、系統的効果により決定の精度は0.3%に制限される（Froeschlé、1997）。
2013年に打ち上げられたガイア宇宙船は、天の川の10億個の星を調査し、それらの位置を24マイクロ秒角の精度で測定する。これにより、一般相対性理論によって予測されていた太陽の重力による光の偏向について、新たな厳密な検証も可能になる。

### 光の移動時間遅延検証
アーウィン・シャピロは、太陽系内で実行可能な、古典的な検証を超えた別の検証を提案した。これは、一般相対性理論の第4の「古典的な」検証と呼ばれることもある。シャピロは、他の惑星で反射するレーダー信号の往復移動時間に相対論的な時間遅延（シャピロ遅延）が存在すると予測した。太陽の近くを通過する光子の軌道の曲率は小さすぎて、観測可能な遅延効果（往復時間を光子が直線経路をたどった場合の時間と比較した場合）は見られないが、一般相対性理論では、太陽の重力ポテンシャルによる時間の遅れにより、光子が太陽に近づくにつれて時間遅延が徐々に大きくなると予測されている。水星と金星が太陽に覆われる直前と直後のレーダー反射を観測すると、一般相対性理論と5%のレベルで一致する。
最近では、カッシーニが同様の実験を行い、一般相対性理論と0.002%のレベルで一致した。しかし、その後の詳細な研究により、PPNパラメータγの測定値は、太陽系の重心の周りの太陽の軌道運動によって引き起こされる重力磁気効果の影響を受けることが明らかになった。カッシーニの電波科学実験における重力磁気効果は、純粋な一般相対性理論に起源を有するとベルトッティによって暗に仮定されていたが、その理論値は実験で検証されたことがなく、結果として、γの測定値の実験的不確実性は、ベルトッティらが Nature で主張した0.002%よりも実際には大きく（10倍）なる。
超長基線干渉計は、移動する木星と土星の領域におけるシャピロ時間遅延に対する速度依存（重力磁気）補正を測定した。

### 等価原理
等価原理は、最も単純な形では、重力場における落下物体の軌道は、それらが環境を乱したり潮汐力の影響を受けないほど小さい場合に、その質量や内部構造に依存しないと主張する。この考え方は、2つの試験質量間の加速度差を調べるエトヴェシュの実験により極めて高精度に検証されている。これに対する制約や、構成に依存する第5の力または重力湯川相互作用の存在に対する制約は非常に強い。
「強い等価原理」と呼ばれる等価原理の1つは、恒星、惑星、ブラックホールなどの自重落下する物体（これらはすべて重力によって互いに引き合っている）は、同じ条件が満たされる限り、重力場において同じ軌道を描くはずだと主張している。これはノルドベッド効果と呼ばれ、月レーザー測距実験により最も正確に検証されている。この実験においては、1969年より地球上の複数の測距局から月面の反射鏡までの距離がおよそセンチメートルの精度での測定が続けられている。これらの結果は、他のいくつかのポストニュートニアン力学的パラメータに強い制約を与えている。
強い等価原理のもう一つの要素は、ニュートンの万有引力定数が時間的に一定であり、宇宙のあらゆる場所で同じ値を持つという要件である。ニュートンの万有引力定数の変動の可能性を制限する独立した観測は数多くあるが、最も優れた観測の一つは月の距離測定によるものであり、これは万有引力定数が1年に1011分の1以上変化しないことを示唆している。

#### 重力赤方偏移と時間の遅れ
上で述べた古典的な検証の最初のものである重力赤方偏移は、アインシュタインの等価原理の単純な帰結であり、1907年にアインシュタインによって予測された。したがって、等価原理に従う重力理論はすべて重力赤方偏移も組み込む必要があるため、これはポストニュートニアンの検証と同じように一般相対性理論の検証ではない。それにもかかわらず、重力赤方偏移の存在を確認することは相対論的重力の重要な実証であった。なぜなら、重力赤方偏移がないことは相対性理論に強く矛盾するためである。重力赤方偏移の最初の観測は、上で述べたように、1925年にアダムスが白色矮星シリウスBからのスペクトル線のシフトを測定し、その後他の白色矮星で測定を行ったことであった。しかし、天体物理学的測定の難しさから、既知の地球上の光源を使用した実験的検証が望ましかった。
重力赤方偏移の地球上の光源を用いた実験的検証には数十年を要した。これは、効果を正確に測定できるほど十分に周波数が分かっている時計（時間の遅れを測定）や電磁放射源（赤方偏移を測定）を見つけることが難しかったためである。この現象は1959年にメスバウアー効果（線幅の非常に狭い放射を発生させる）によって発生するガンマ線光子の波長変化を測定することで初めて実験的に確認された。パウンド・レブカ実験において、ハーバード大学のジェファーソンタワーの上部と下部に設置された2つの放射源の相対的な赤方偏移が測定された。結果は一般相対性理論と非常によく一致した。これは一般相対性理論を検証した最初の精密実験の一つであった。この実験は後にパウンドとSniderによって1%より良い精度に改良された。
落下する光子の青方偏移は、その周波数E = hf （hはプランク定数）と特殊相対性理論の帰結であるE = mc2に基づいて、光子が等価質量を持つと仮定することで求められる。このような単純な導出は、一般相対性理論において実験がエネルギーではなく時計の速度を比較するという事実を無視している。言い換えると、落下後の光子の「高いエネルギー」は、重力ポテンシャル井戸の深部にある時計の速度が遅いことに等価的に帰することができる。一般相対性理論を完全に検証するには、光子の到着速度が放出速度よりも速いことを示すことも重要である。この問題を扱う非常に正確な重力赤方偏移実験が1976年に行われ、ロケットに搭載された水素メーザー時計を高度10,000kmまで打ち上げ、その速度を地上の同一の時計と比較した。これにより、重力赤方偏移が0.007%まで検証された。
GPSは基礎物理学の検証を目的として設計されたものではないが、その計時システムには重力赤方偏移を考慮する必要があり、物理学者たちはGPSの計時データを分析して他の検証結果を確認してきた。最初の衛星が打ち上げられた際、大きな重力により時間の遅れが生じるという予測に反対した技術者がいたため、最初の衛星は時計調整を行わずに打ち上げられた（後継の衛星においては時計調整が組み込まれることになった）。これにより、予測された1日あたり38マイクロ秒のずれが示された。このずれを考慮に入れない場合、数時間以内にGPSの機能に重大な障害をもたらす。GPSの設計において一般相対性理論が果たした役割については、Ashby 2003に優れた説明がある。
一般相対性理論の他の精密検証としては、1976年に打ち上げられたグラビティ・プローブA（重力と速度が中心質量を周回する時計の速度を同期させる能力に影響を与えることを示した）とハフェル・キーティング実験（周回航空機に搭載された原子時計を使用して一般相対性理論と特殊相対性理論を同時に検証した）がある。

### 慣性系の引きずりの検証
レンズ・チュリング歳差運動（惑星や恒星などの中心となる回転質量の周りを運動する試験粒子の軌道の小さな永年歳差運動からなる）の検証は、LAGEOSによって実施されてきたが、その多くの側面は依然として議論の的となっている。同じ効果がかつて火星を周回していた探査機であるマーズ・グローバル・サーベイヤー（MGS）のデータでも検出された可能性があり、この検証もまた議論を呼んだ。太陽のレンズ・チュリング効果が内惑星の近日点に及ぼす影響を検出する最初の試みも最近報告されている。慣性系の引きずりにより、超大質量ブラックホールの近くを周回する恒星の軌道面は、ブラックホールの自転軸の周りで歳差運動する。この効果は、天の川銀河中心の恒星の天体測定による監視により、今後数年以内に検出可能になるはずである。異なる軌道上にある2つの星の軌道歳差運動の速度を比較することによって、原理的には一般相対性理論の脱毛定理を検証することが可能である。
グラビティ・プローブB（2004年に打ち上げられ、2005年まで運用された）は、慣性系の引きずり効果と測地効果を検出した。この実験では、超伝導体でコーティングされたピンポン玉サイズの石英球4個が使用された。ノイズレベルが高く、ノイズを正確にモデル化して有用な信号を見つけることが難しかったため、データ解析は2011年まで行われた。スタンフォード大学の主任研究者は2011年5月4日、遠方の恒星IMペガシに対する慣性系の引きずり効果を正確に測定し、その計算結果がアインシュタインの理論の予測と一致することを報告した。Physical Review Lettersに掲載されたこの結果は、測地効果を約0.2%の誤差で測定した。地球の自転による慣性系の引きずり効果は、約19%の誤差で合計37ミリ秒角に達すると報告されている。研究者のフランシス・エヴェリットは、1ミリ秒角を「10マイル離れたところから見た人間の髪の毛の幅」と説明した。

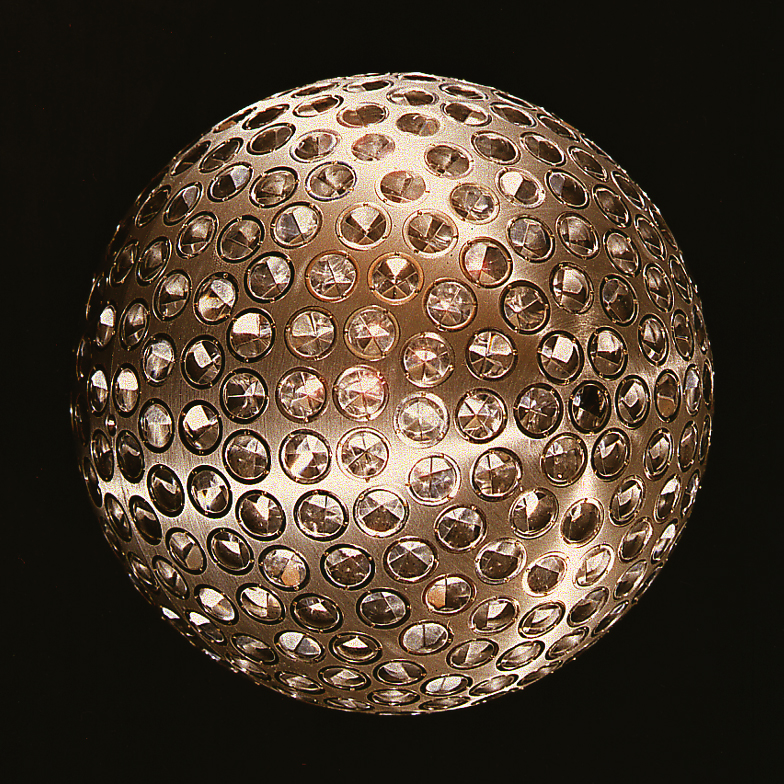
LAGEOS-1衛星（D=60 cm）

2012年1月、LARES衛星がヴェガロケットで打ち上げられ、提案者によると約1%の精度でレンズ・チュリング効果を測定した。達成可能な実際の精度の評価は議論の対象となっている。

### 短距離における重力ポテンシャルの検証
重力ポテンシャルが極めて短い距離でも反二乗則に従うかどうかを検証することは可能である。これまでの検証は、湯川ポテンシャル{\textstyle V(r)=V_{0}\left(1+\alpha e^{-r/\lambda }\right)}の形式で一般相対性理論からの発散に焦点が当てられてきたが、この種のポテンシャルの証拠は見つかっていない。{\displaystyle \alpha =1}の湯川ポテンシャルは、λ = 5.6×10−5 mまで除外されている。

#### メスバウアーローター実験
これは、回転する観測者は重力場内の観測者と同じ変換を受けるというアインシュタインの等価原理に触発され、地球上の時間の遅れ効果を測定する手段として考案された。メスバウアーローター実験により、相対論的ドップラー効果を地上で正確に検証することができる。回転する円盤または棒の中心に放射性源が固定され、その放射性源からガンマ線が縁にある吸収体に向かって放射され（実験のいくつかのバリエーションにおいてはこの方式が逆になっている）、回転速度に応じてガンマ線が吸収されずに通過し、静止したカウンタ（すなわち、実験系に静止したガンマ量子の検出器）に到達する。時計仮説に代わり、アインシュタインの一般相対性理論は、静止系にある吸収体と比較して、縁にあり移動する吸収体の時計は遠心力結合のみによる時間の遅れによって、特定の量だけ遅れると予測する。そのため、回転中に吸収体を通過するガンマ線光子の透過率は増加するはずであり、これは吸収体の外側に設置された固定カウンタによって測定できる。この予測は実際にメスバウアー効果を用いて観測された。なぜなら、等価原理（アインシュタインにより最初に提唱された）により、回転による時間の遅れ（検出器の計数率の変化として計算される）と重力による時間の遅れを暗に関連付けることができるためである。このような実験は、ヘイら（1960年）、シャンペニーら（1965年）、そしてクンディッヒ（1963年）により先駆けて行われ、いずれもアインシュタインの相対性理論の予測を裏付けるものと発表していた。
いずれにせよ、21世紀初頭にこれらの取り組みが再検討された結果、アインシュタインの相対性理論により予測された時間の遅れを検証したと主張する過去の結果の妥当性が疑問視され、古典的な相対性理論の時間の遅れに加えて、放出された放射線と吸収された放射線の間の余分なエネルギーシフトを明らかにするための新しい実験が行われた。この発見は当初、一般相対性理論の信頼性を揺るがし、T・ヤーマンと同僚によって開発された代替の重力理論の予測を実験室規模で確認することに成功したと説明された。この開発された代替理論に対して、明らかにされた余分なエネルギーシフトは、これまで知られておらず見逃されていたとされる「時計同期効果」によって生じたものであると説明しようとする議論を呼んだ試みがなされ、「一般相対性理論の新たな証明」を保証したとして、2018年に重力研究財団から異例の賞が授与された。しかし、同時期に、著者が計算においていくつかの数学的な誤りを犯したことが明らかになり、測定された時間の遅れに対するいわゆる時計同期の寄与は、実際には実質的にゼロであることが判明した。結果として、メスバウアーローターの実験の結果に対する一般相対論的な説明は未解決のままである。

## 強い場の検証
ブラックホール、特に活動銀河核やより活発なクエーサーにエネルギーを与えていると考えられる超大質量ブラックホールの近傍に存在する非常に強い重力場は、精力的に研究されている分野である。これらのクエーサーや活動銀河核の観測は困難であり、その観測の解釈は一般相対性理論以外の天体物理学モデルや、競合する重力の基礎理論に大きく依存するが、一般相対性理論でモデル化されたブラックホールの概念と質的に整合する。

### 連星パルサー
パルサーは高速で回転する中性子星であり、回転しながら規則的な電波パルスを放射する。そのため、パルサーは時計として機能し、軌道運動を非常に正確に監視することができる。他の恒星の周りを周回するパルサーの観測では、いずれも大きな近点歳差運動が見られ、これは古典力学においては説明できないが、一般相対性理論を用いることで説明することができる。例えば、ハルス・テイラー連星パルサーPSR B1913+16（中性子星のペアで、片方がパルサーとして検出される）は、年間4°以上の歳差運動が観測されている（1周あたりの近点移動はわずか約10−6）。この歳差運動は、パルサーを構成する星の質量を計算するために利用されてきた。
原子や分子が電磁波を放射するのと同様に、四極子型または高次振動、あるいは非対称で回転する重力質量は、重力波を放射しうる。これらの重力波は光速で伝播すると予測されている。例えば、太陽を周回する惑星は重力放射によって絶えずエネルギーを失っているが、この影響は非常に小さいため、近い将来に観測される可能性は低い（地球は約200ワットの重力放射を放射している）。
重力波の放射は、ハルス・テイラー連星（およびその他の連星パルサー）から推測されている。パルスの正確なタイミングは、星がケプラーの法則にほぼ従って公転していることを示す。つまり、時間の経過とともに星は徐々に互いに向かって螺旋状に回転し、重力波によって放射される予測エネルギーとほぼ一致するエネルギー損失を示している。最初の連星パルサーを発見し、重力波放射による軌道減衰を測定した功績により、ハルスとテイラーは1993年のノーベル物理学賞を受賞した
2003年に発見された「二重パルサー」PSR J0737-3039は、近点歳差運動が年間16.90°である。ハルス・テイラー連星とは異なり、両方の中性子星がパルサーとして検出されているため、連星系の両方の正確な時刻測定が可能となる。そのため、J0737-3039は、軌道がタイトであり、系がほぼedge-onであること、そして地球から見たときの横方向の速度が非常に低いことから、一般相対性理論の強磁場検証において、これまで知られている中では群を抜いて優れた系となっている。ハルス・テイラー連星系に見られるような軌道減衰など、いくつかの明確な相対論的効果が観測されている。2年半にわたってこの系を観測した結果、一般相対性理論の独立した4つの検証が可能になり、最も精度の高いもの（シャピロの遅延）では一般相対性理論の予測が0.05%以内で確認された（ただし、近点シフトは1周あたりわずか0.0013%であるため、高次相対性理論の検証とは言えない）。
2013年に、国際的な天文学者チームがパルサー-白色矮星系PSR J0348+0432の観測から新しいデータを報告した。この系では、年間800万分の1秒の軌道周期の変化を測定することができ、これまで調査されたことのない極端な重力場の領域で一般相対性理論の予測を確認した。しかし、これらのデータに一致する競合する理論がまだいくつか存在する。

### 重力波の直接検出
中性子星やブラックホールの合体といった天文現象から発生する重力波を直接検出することを目的として、多くの重力波検出器が開発されてきた。2016年2月、Advanced LIGOチームは、連星ブラックホール合体による重力波を直接検出したと発表し、さらに2016年6月、2017年6月、2017年8月にも重力波の検出が発表された。
一般相対性理論は重力波を予測しており、重力場の変化が有限の速度で伝播する重力理論も同様に予測する。そして、LIGOの応答関数は様々な理論を区別することができる。重力波は直接検出できるため、宇宙について知るために重力波を利用することが可能である。これが重力波天文学である。重力波天文学は、観測された波が予測通りの形式（例えば、横方向の偏光が2つしかないこと）であることを確認し、ブラックホールがアインシュタイン方程式の解によって記述される天体であることを確認することで、一般相対性理論を検証することができる。
重力波天文学は、マクスウェル・アインシュタイン場の方程式を検証することもできる。このバージョンの場の方程式は、自転するマグネター（つまり、極めて強い磁気双極子場を持つ中性子星）が重力波を放射するはずであると予測している。
「これらの驚くべき観測は、重力波を予測するアインシュタインの一般相対性理論を含む、多くの理論的研究を裏付けるものです」とスティーヴン・ホーキングは述べている。

### ブラックホールの直線観測

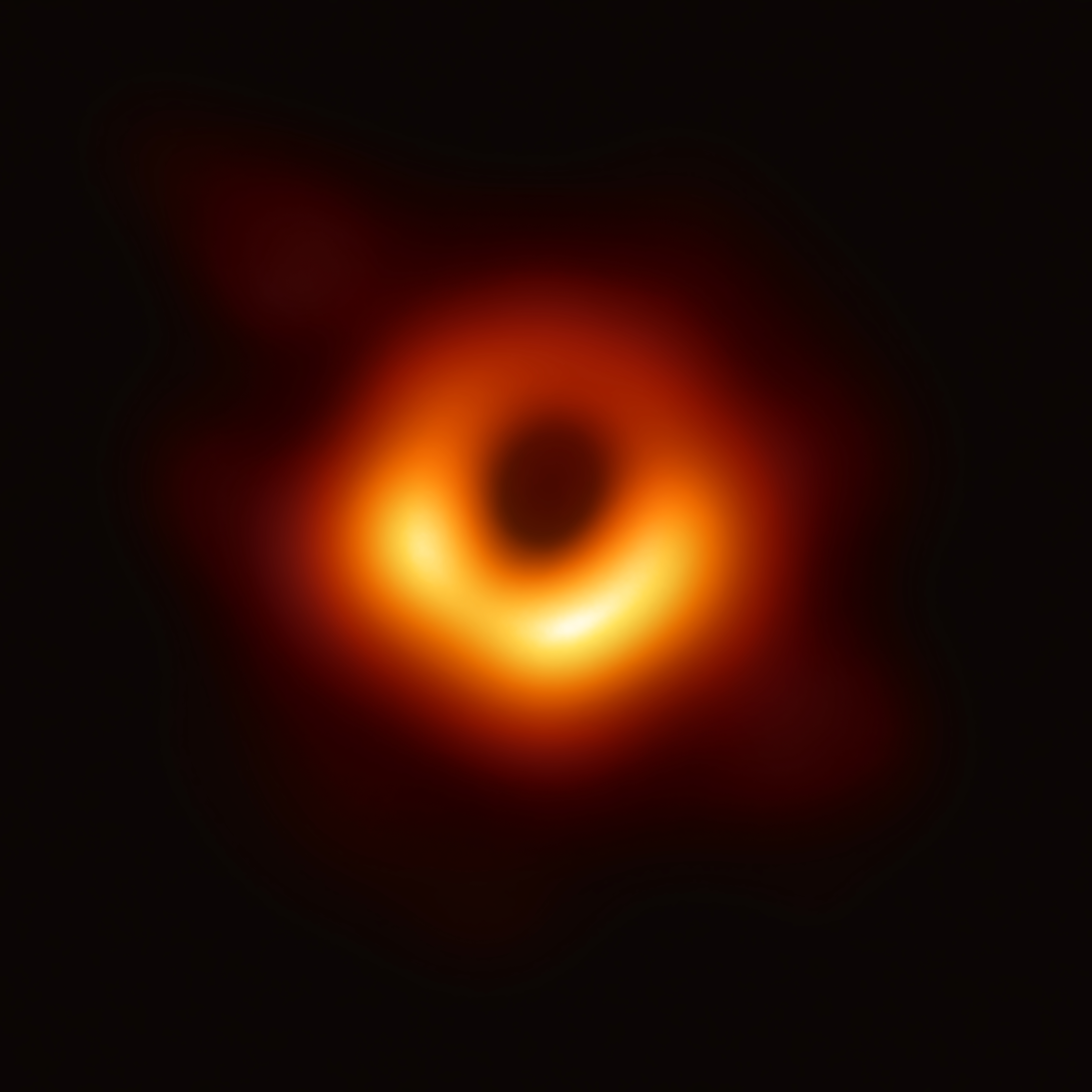
M87の超大質量ブラックホールの影を示す暗い中心を囲む明るい物質のリング。この画像は一般相対性理論の重要な裏付けにもなった。

M87銀河は、2017年にイベントホライズンテレスコープ (EHT) による観測の対象となった。2019年4月10日発行のAstrophysical Journal Letters (vol. 875, No. 1)は、EHTの成果を特集し、6本のオープンアクセス論文を掲載した。M87の中心にあるブラックホールの事象の地平線は、EHTによって電波の波長で直接撮影され、その画像は2019年4月10日の記者会見で公開され、ブラックホールの事象の地平線を捉えた初の画像となった。2022年5月、EHTは、我々の天の川銀河の中心にある超大質量ブラックホールいて座A*の初の画像を提供した。

### 強い重力場における恒星の重力赤方偏移と軌道歳差運動
天の川銀河中心の超大質量ブラックホールいて座A*を周回するS2星からの光の重力赤方偏移が、GRAVITY、NACO、SIFONIの観測機器を用いる超大型望遠鏡により測定された。さらに、銀河中心の大質量ブラックホールの近くにあるS2星の軌道でシュワルツシルト歳差運動が検出されている。

### 強い等価原理
一般相対性理論の強い等価原理は、強い自己重力を持つ天体にも自由落下の普遍性を適用する必要がある。太陽系の天体を用いたこの原理の直接的な検証は天体の弱い自己重力により制限され、パルサー-白色矮星連星を用いた検証は銀河系の弱い重力によって制限されてきた。地球から約4,200光年離れたPSR J0337+1715という三重星系の発見により、強い等価原理を高精度で検証することができるようになった。この系には、白色矮星とともに1.6日の軌道で公転する中性子星と、さらに遠くにある別の白色矮星とともに327日の軌道で公転する中性子星のペアが含まれる。この系により、外側の白色矮星の重力が、強い自己重力を持つパルサーと内側の白色矮星にどのように影響するかを比較する検証が可能になる。結果は、パルサーとその近くの白色矮星の加速度の差が2.6×10−6（95％信頼レベル）以下であることを示している。

### X線分光法
この手法は、重力体の存在によって光子の軌道が変化するという考えに基づいている。宇宙において非常に一般的な天体物理学の系として、降着円盤に囲まれたブラックホールが挙げられる。降着円盤を含むgeneral近傍からの放射は、中心のブラックホールの性質の影響を受ける。アインシュタインの理論が正しいと仮定すると、天体物理学的ブラックホールはカー計量によって記述される（脱毛定理の帰結）。したがって、このような系からの放射を分析することで、アインシュタインの理論を検証することが可能になる。
これらのブラックホール-降着円盤系（例えば、ブラックホール連星系や活動銀河核）からの放射の大部分は、X線の形で到達する。モデル化において、放射は複数の成分に分解される。アインシュタインの理論の検証は、熱スペクトル（ブラックホール連星系のみ）と反射スペクトル（ブラックホール連星系と活動銀河核の両方）を用いて行うことができる。前者は強い制約を与えるとは期待されていないが、後者ははるかに有望である。どちらの場合も、系統的不確実性によって検証はより困難になる可能性がある。

## 宇宙論的検証
一般相対性理論の最大規模での検証は、太陽系の検証ほど厳密ではない。最初期の検証は、宇宙の膨張の予測と発見であった。1922年、アレクサンドル・フリードマンは、アインシュタイン方程式が非定常解を持つ（宇宙定数が存在する場合でも）ことを発見した。1927年、ジョルジュ・ルメートルは、宇宙定数が存在する場合に可能なアインシュタイン方程式の静的解は不安定であり、したがってアインシュタインが想定した静的な宇宙は存在できない（膨張するか収縮するかのいずれかである）ことを示した。ルメートルは、宇宙は膨張するはずであると明確に予測した。彼はまた、現在ハッブルの法則として知られている赤方偏移と距離の関係を導いた。その後、1931年にアインシュタイン自身もフリードマンとルメートルの結果に同意した。エドウィン・ハッブルが1929年に発見した宇宙の膨張は、当時多くの人々（そして現在でも一部の人々）から一般相対性理論の直接的な証拠とみなされた。1930年代には、主にE・A・ミルンの研究により、赤方偏移と距離の線形関係は、一般相対性理論に特有のものではなく、均一性と等方性という一般的な仮定から導かれることが判明した。しかし、非静的な宇宙の予測は自明ではなく、むしろ劇的で、主に一般相対性理論によって動機付けられたものであった。
他の宇宙論的検証としては、宇宙のインフレーション中に生成された原始重力波の探索があり、原始重力波は宇宙マイクロ波背景放射の偏光や、提案されている宇宙設置型重力波干渉計ビッグバンオブザーバーにより検出される可能性がある。高赤方偏移におけるその他の検証としては、他の重力理論への制約、ビッグバン元素合成以降の重力定数の変動が挙げられる。
2017年8月、ヨーロッパ南天天文台の超大型望遠鏡（VLT）をはじめとする天文学者らによる実験結果が発表され、アルベルト・アインシュタインが予測した重力効果が実証された。これらの検証の1つでは、太陽の約400万倍の質量を持つブラックホールであるいて座A*の周りを回る恒星の軌道が観測された。アインシュタインの理論によれば、巨大な天体は周囲の空間を曲げ、他の天体が本来辿る直線から逸れさせる。これまでの研究でアインシュタインの理論は検証されてきたが、これほど巨大な天体で彼の理論が検証されたのは今回が初めてであった。この研究結果はThe Astrophysical Journalに掲載された。

### 重力レンズ
ハッブル宇宙望遠鏡と超大型望遠鏡を用いて、銀河スケールにおける一般相対性理論の精密な検証が行われてきた。近傍の銀河ESO 325-G004は強力な重力レンズとして作用し、背後にある遠方銀河からの光を歪ませて中心にアインシュタインリングを形成する。ESO 325-G004の質量（この銀河内の星の運動の測定結果から）と周囲の空間の曲率を比較することで、これらの天文学的な長さスケールにおいて、重力が一般相対性理論の予測通りに振る舞うことが発見された。

### 他の研究論文
- Bertotti, B.; Iess, L.; Tortora, P. (2003). “A test of general relativity using radio links with the Cassini spacecraft”. Nature 425 (6956):  374–6. Bibcode: 2003Natur.425..374B. doi:10.1038/nature01997. PMID 14508481.
- Kopeikin, S.; Polnarev, A.; Schaefer, G.; Vlasov, I. (2007). “Gravimagnetic effect of the barycentric motion of the Sun and determination of the post-Newtonian parameter γ in the Cassini experiment”. Physics Letters A 367 (4–5):  276–280. arXiv:gr-qc/0604060. Bibcode: 2007PhLA..367..276K. doi:10.1016/j.physleta.2007.03.036.
- Brans, C.; Dicke, R. H. (1961). “Mach's principle and a relativistic theory of gravitation”. Phys. Rev. 124 (3):  925–35. Bibcode: 1961PhRv..124..925B. doi:10.1103/PhysRev.124.925.
- A. Einstein, "Über das Relativitätsprinzip und die aus demselben gezogene Folgerungen", Jahrbuch der Radioaktivitaet und Elektronik 4 (1907); translated "On the relativity principle and the conclusions drawn from it", in The collected papers of Albert Einstein. Vol. 2 : The Swiss years: writings, 1900–1909 (Princeton University Press, Princeton, New Jersey, 1989), Anna Beck translator. Einstein proposes the gravitational redshift of light in this paper, discussed online at The Genesis of General Relativity.
- A. Einstein, "Über den Einfluß der Schwerkraft auf die Ausbreitung des Lichtes", Annalen der Physik 35 (1911); translated "On the Influence of Gravitation on the Propagation of Light" in The collected papers of Albert Einstein. Vol. 3 : The Swiss years: writings, 1909–1911 (Princeton University Press, Princeton, New Jersey, 1994), Anna Beck translator, and in The Principle of Relativity, (Dover, 1924), pp 99–108, W. Perrett and G. B. Jeffery translators, ISBN 0-486-60081-5. The deflection of light by the sun is predicted from the principle of equivalence. Einstein's result is half the full value found using the general theory of relativity.
- Shapiro, S. S.; Davis, J. L.; Lebach, D. E.; Gregory J.S. (26 March 2004). “Measurement of the solar gravitational deflection of radio waves using geodetic very-long-baseline interferometry data, 1979–1999”. Physical Review Letters 92 (121101):  121101. Bibcode: 2004PhRvL..92l1101S. doi:10.1103/PhysRevLett.92.121101. PMID 15089661.
- M. Froeschlé, F. Mignard and F. Arenou, "Determination of the PPN parameter γ with the Hipparcos data" Hipparcos Venice '97, ESA-SP-402 (1997).
- Will, Clifford M. (2006). “Was Einstein Right? Testing Relativity at the Centenary”. Annalen der Physik 15 (1–2):  19–33. arXiv:gr-qc/0504086. Bibcode: 2006AnP...518...19W. doi:10.1002/andp.200510170.
- Rudnicki, Conrad (1991). “What are the Empirical Bases of the Hubble Law”. Apeiron (9–10):  27–36 2009年6月23日閲覧。.
- Chandrasekhar, S. (1980). “The Role of General Relativity in Astronomy: Retrospect and Prospect”. J. Astrophys. Astron. 1 (1):  33–45. Bibcode: 1980JApA....1...33C. doi:10.1007/BF02727948 2009年6月23日閲覧。.
- Kragh, Helge; Smith, Robert W. (2003). “Who discovered the expanding universe”. History of Science 41 (2):  141–62. Bibcode: 2003HisSc..41..141K. doi:10.1177/007327530304100202.

### 教科書
- S. M. Carroll, Spacetime and Geometry: an Introduction to General Relativity, Addison-Wesley, 2003. A graduate-level general relativity textbook.
- A. S. Eddington, Space, Time and Gravitation, Cambridge University Press, reprint of 1920 ed.
- A. Gefter, "Putting Einstein to the Test", Sky and Telescope July 2005, p. 38. A popular discussion of tests of general relativity.
- H. Ohanian and R. Ruffini, Gravitation and Spacetime, 2nd Edition Norton, New York, 1994, ISBN 0-393-96501-5. A general relativity textbook.
- Pauli, Wolfgang Ernst (1958). “Part IV. General Theory of Relativity”. Theory of Relativity. Courier Dover Publications. ISBN 978-0-486-64152-2
- C. M. Will, Theory and Experiment in Gravitational Physics, Cambridge University Press, Cambridge (1993). A standard technical reference.
- C. M. Will, Was Einstein Right?: Putting General Relativity to the Test, Basic Books (1993). This is a popular account of tests of general relativity.

### リビングレビュー論文
- Ashby, Neil (2003). “Relativity in the Global Positioning System”. Living Reviews in Relativity 6 (1):  1. Bibcode: 2003LRR.....6....1A. doi:10.12942/lrr-2003-1. PMC 5253894. PMID 28163638.
- Will, Clifford M. (2014). “The Confrontation between General Relativity and Experiment”. Living Reviews in Relativity 17 (1):  4. arXiv:1403.7377. Bibcode: 2014LRR....17....4W. doi:10.12942/lrr-2014-4. PMC 5255900. PMID 28179848. An online, technical review, covering much of the material in Theory and experiment in gravitational physics. It is less comprehensive but more up to date.